# Ābzīr
Ābzīr (persiska: آبزير) är en ort i Iran.   Den ligger i provinsen Chahar Mahal och Bakhtiari, i den centrala delen av landet, 500 km söder om huvudstaden Teheran. Ābzīr ligger 1 785 meter över havet och antalet invånare är 954.
Terrängen runt Ābzīr är bergig åt sydost, men åt nordväst är den kuperad. Runt Ābzīr är det ganska glesbefolkat, med 38 invånare per kvadratkilometer. Ābzīr är det största samhället i trakten. Omgivningarna runt Ābzīr är i huvudsak ett öppet busklandskap.